# Sam Langford
Sam Langford, właśc. Samuel Langford, pseud. Boston Tar Baby (ur. 4 marca 1883 w Weymouth, zm. 12 stycznia 1956 w Cambridge) – amerykański bokser pochodzenia kanadyjskiego, uważany za jednego z najlepszych pięściarzy zawodowych spośród tych, którzy nigdy nie zdobyli tytułu światowego.

## Życiorys
Urodził się 4 marca 1883 r. w Weymouth (Nowa Szkocja) w Kanadzie, jako dziecko przeniósł się do USA. Karierę bokserską rozpoczął w 1902 roku w Bostonie; po stoczeniu 3 zwycięskich walk jako amator przeszedł na zawodowstwo.
Mimo niezbyt pokaźnego wzrostu (171 cm) dysponował ogromną wrodzoną siłą fizyczną i potęgą ciosu, zwłaszcza z lewej ręki. Mówiono, że nigdy nikogo nie uderzył z całej mocy, gdyż bał się zabić swego przeciwnika. Ilekroć jego lewa pięść wylądowała na szczęce rywala nie było takiego, który by to przetrzymał. Sam potrafił natomiast przyjąć najmocniejsze uderzenie. Przy tym nie był jedynie tępym osiłkiem. W walce wykazywał się sporym sprytem, co czyniło z niego straszliwego przeciwnika. Nie bał się nikogo, to raczej jego się bano. Wielokrotnie stawał do walki ze znacznie wyższymi i cięższymi bokserami. Wzrost rywali nie robił na nim wrażenia. Poza tym był sympatycznym człowiekiem. Do każdej walki przystępował z uśmiechem na ustach.
Karierę zawodową zaczynał od wagi piórkowej w 1902 roku. Już w drugim roku startów spotkał się z mistrzem świata wagi lekkiej Joe Gansem i pokonał go w 15 rundach, ale był to mecz towarzyski. Zanim zorganizowano powtórną walkę, już o tytuł, przybrał na wadze i przeszedł do wagi półśredniej. W tej kategorii, w 1904 roku, spotkał się z mistrzem świata Joe Walcottem i zremisował z nim w 15 rundach. Pojedynek był reklamowany jako walka o tytuł, ale prawdopodobnie obaj przekraczali limit tej kategorii. Tymczasem znalazł się w wadze średniej, którą też szybko przeskoczył i wylądował w półciężkiej, która była dla niego naturalną kategorią. Już w 1905 zaczął się mierzyć z przedstawicielami wagi ciężkiej. W 1906 stoczył pojedynek z Jackiem Johnsonem, późniejszym mistrzem wszechwag i jednym z największych mocarzy ringu. Olbrzymia różnica wzrostu, wagi i doświadczenia spowodowała, że Johnson fatalnie go porozbijał, w rezultacie czego Langford wylądował w szpitalu. Później rozpowszechniano popularną opowieść jakoby walka była wyrównana, ale Nat Fleischer ostatecznie ustalił jak było naprawdę. W kolejnych jednak latach, gdy Sam nabrał doświadczenia, stopniowo wykosił całą czołówkę wagi ciężkiej i półciężkiej, której trzon stanowili pięściarze czarnoskórzy. M.in. 7-krotnie pokonał znakomitego Joe Jeannette’a i 5-krotnie potężnego Sama McVea. Bodaj jego największym osiągnięciem jest znokautowanie Jeannette’a w 7. rundzie w 1916 roku. Była to pierwsza porażka przez nokaut w karierze znanego z niesamowitej odporności Jeannette’a. Tylko Johnsonowi nie udało mu się nigdy zrewanżować, gdyż ten unikał starcia z młodszym i niebezpiecznym rywalem. Langford miał jeździć za nim po całym kraju i wyzywać go na pojedynek, ale Johnson przyrzekł sobie, że „nigdy nie wejdzie powtórnie na ring z tym małym diabłem”. Z kolei istniejąca wówczas bariera rasowa powodowała, że promotorzy nie mieli interesu w tym, by Johnsona zamieniać na innego czarnoskórego boksera.
Z kolei o tytuł w kategorii półciężkiej nie ubiegał się, gdyż kategoria ta praktycznie wówczas nie istniała. Niektórzy za jej mistrza uznawali „Philadelphia” Jacka O’Briena, ale po zdobyciu tego tytułu w 1905 roku nigdy go nie bronił. W 1911 obaj spotkali się na ringu i Langford bez problemu znokautował go w 5. rundzie (w walce tej ważył ok. 175 funtów, czyli mieścił się w dzisiejszym limicie wagi półciężkiej).
W 1910 Langford stoczył pamiętny pojedynek z championem wagi średniej Stanleyem Ketchelem. Choć była to zaledwie 6-rundowa walka no-decision dostarczyła widowni niesamowitych emocji, jako że obaj znani byli z atomowego uderzenia. Planowano ich rewanżowe spotkanie na maratońskim dystansie 45 rund, ale plany te pokrzyżowała tragiczna śmierć Ketchela.
W 1914, w miarę jak Johnson zaczął schodzić z ringu i wyjechał do Europy, Langford stał się pierwszoplanową postacią wagi ciężkiej, rozgrywając pojedynki o tzw. czarnoskóry championat wagi ciężkiej. Rozpoczął też wielką serię (łącznie 17) pojedynków z kolejnym murzyńskim pięściarzem, Harrym Willsem. Wills miał wspaniałe warunki fizyczne, z racji których nazywany był Czarną Panterą. Mimo różnicy wzrostu i wagi Langford początkowo udzielał rywalowi twardych lekcji boksu, kilkakrotnie go pokonując, w tym przez nokaut w 1914 i 1916 roku. Potem jednak Wills odkuł się. Za zmierzch kariery Sama uznaje się ich walkę w 1920, kiedy w wieku 37 lat został fatalnie zdemolowany, już w 1. rundzie 4-krotnie będąc na deskach. Obniżająca się forma sportowa nie wynikała jednak u Langforda z upadku sił fizycznych, ale była efektem postępującej ślepoty. Gdy wykryto u niego kataraktę, tak długo odwlekał operację, że nastąpiły przerzuty z jednego oka na drugie. Podczas ostatnich pojedynków, które stoczył w 1926 roku, był już tak ociemniały, że nie był w stanie wejść na ring o własnych siłach. Mimo to wciąż potrafił zwyciężać przez nokaut. Wystarczył jeden dobry cios, by pojedynek się zakończył.
Tylko kalectwo uniemożliwiło mu pobicie wszelkich rekordów w ilości zwycięstw przez nokaut. Jak wyliczono miał ich na koncie 130, o 1 mniej od rekordowego osiągnięcia Archie Moore’a (te liczby mogą się różnić w zależności od źródła, za oficjalne można uznać podawane w internetowej bazie danych BoxRec). Wciąż jednak odkrywane są kolejne nazwiska jego rywali, więc niewykluczone, że pewnego dnia historycy boksu ogłoszą go za rekordzistę w tej dziedzinie.
Po zejściu z ringu znalazł się w zakładzie opieki. Choć stoczył przeszło 300 walk, na boksie nie dorobił się majątku. W tamtych czasach murzyńscy pięściarze zarabiali wielokrotnie mniejsze pieniądze niż biali. Fani nie zapomnieli jednak o nim. Stworzono specjalny fundusz pomocy, który pozwolił mu przeżyć godnie starość. Zmarł w 1956 roku w Cambridge w stanie Massachusetts, przeżywszy aż 73 lata. W 1990 roku wybrano go do International Boxing Hall of Fame. Pamięć o jego wspaniałych sukcesach wciąż jest żywa, mimo że jedyne istniejące materiały filmowe pokazujące go w akcji są niezwykle skromne i nie obejmują najbardziej znanych pojedynków.